# Люнэр
Люнэр (Ллинор; фр. Lunaire или Leonor; ок. 509 — ок. 560 или 580) — святой из Арморики, Бретань. День памяти — 1 июля.
Святой Люнэр, иногда именуемый Лаунёк (Launeuc) или Лормель (Lormel), не был ни епископом, ни настоятелем монастыря. Его почитание простирается от западной оконечности Арморики до Бретонской марки или даже до Авраншина.
Брат святого Тудвала, Люнэр иногда именуется сыном Бетелока (Beteloc) или Элока (Eloc). Это позволяет отождествлять отца Люнэра с Хоэлем Великим, мужем святой Помпеи из Думнонии.
Святой Люнэр получил образование у святого Ильтуда и был близок святому Дубрицию. Примерно в 535—540 годах, оставив Гламорган, святой Люнэр со своими  товарищами отправился в Арморику, как и его брат Тудвал. По дороге он рассекал своим мечом сильный туман, который привел к тому, что заблудились три человека, которым было поручено управлять судами: «один спереди, один посередине, один сзади». Это присутствие меча в повествовании подчеркивает княжеский характер Леонора как временного духовного лидера. Моряки молятся ему, чтобы избежать опасности, вызванной туманом.